# Afronemacheilus
Afronemacheilus is een monotypisch geslacht van straalvinnige vissen uit de familie van de bermpjes (Nemacheilidae).

## Soort
- Afronemacheilus abyssinicus (Boulenger, 1902)